# Shottaz
Shottaz är ett kriminellt nätverk som uppstått ur den svensk-somaliska miljön i Rinkeby utanför Stockholm. Enligt en kartläggning av Svenska Dagbladet från 2018 har medlemmar i Shottaz tillsammans med rivalerna i Dödspatrullen blivit dömda för 330 brott.
I den medialt omtalade konflikten mellan Dödspatrullen och Shottaz som pågått sedan 2015 har ett tiotal personer mördats, både i Sverige, men även i Danmark. Konflikten startade när medlemmar 2015 rånade ett Forex-kontor i en förort till Stockholm och fick med sig 200 000 euro i byte. En sextonåring som var med och planerat rånet men inte fick deltaga i rånets genomförande blev kränkt och mördade 19-åringen som ledde rånet. Sextonåringen blev själv ihjälskjuten nästa dag. De begravdes bredvid varandra.
En 23-årig ledargestalt i gänget blev tillsammans med en 21-åring ihjälskjuten i danska Herlev år 2019. 23-åringen var även manager åt en rappare som sympatiserade med Shottaz.
Majoriteten av morden är ouppklarade. Olika försök har gjorts att medla i konflikten utan resultat. Vissa föräldrar har medlat genom vad som i somalisk kultur kallas diyo (blodspengar), fäder till gängmedlemmar möttes på McDonalds i Rissne och en imam såg till att mördade medlemmar begravdes bredvid varandra i en gemensam ceremoni.
Rapparen Yasin har varit en av nätverkets ledande medlemmar samt har släktband och vänskapsrelationer med Shottaz-medlemmar, enligt den svenska polisen.